# Енигма (Џорџија)
Енигма (Џорџија) (енгл. Enigma) град је у америчкој савезној држави Џорџија. По попису становништва из 2010. у њему је живело 1.278 становника.

## Демографија
Према попису становништва из 2010. у граду је живело 1.278 становника, што је 409 (47,1%) становника више него 2000. године.
| Група             | 2000.       | 2010.         |
| Белци             | 665 (76,5%) | 1.008 (78,9%) |
| Афроамериканци    | 90 (10,4%)  | 81 (6,3%)     |
| Азијати           | 1 (0,1%)    | 14 (1,1%)     |
| Хиспаноамериканци | 103 (11,9%) | 164 (12,8%)   |
| Укупно            | 869         | 1.278         |